# Gunung Bakdi
Gunung Bakdi är en kulle i Indonesien.   Den ligger i provinsen Aceh, i den västra delen av landet, 1 700 km nordväst om huvudstaden Jakarta. Toppen på Gunung Bakdi är 230 meter över havet.
Terrängen runt Gunung Bakdi är kuperad norrut, men söderut är den platt. Terrängen runt Gunung Bakdi sluttar söderut.Runt Gunung Bakdi är det glesbefolkat, med 12 invånare per kvadratkilometer. I omgivningarna runt Gunung Bakdi växer i huvudsak städsegrön lövskog.